# Heeby-Jeebies
Heeby-Jeebies ist ein Rock-’n’-Roll-Song von Little Richard. Der über mehrere Aufnahmesessions von Februar bis Juli 1956 für Specialty Records entwickelte Song basierte ursprünglich auf Little Richards Chart-Debüt Tutti Frutti. Nach einigen Umarbeitungen wurde das Copyright aber auf die beiden Songwriter Maybelle Jackson und John Marascalco registriert. Heeby-Jeebies variiert im Aufbau das 12-taktige Bluesschema und erzählt von der Unruhe, von der Verliebte ergriffen werden können. Der Song wurde mehrfach auf Single, EP und LP in Amerika, Europa und Südafrika veröffentlicht. Außer einem Remix aus dem Jahr 1981 kamen von Little Richard nach der offiziellen Veröffentlichung keine Neuinterpretationen mehr hinzu, allerdings wurde der Titel 1959 von Larry Williams, 1963 von Kingsize Taylor, 1964 vom Australier Colin Cook und 1965 von der britischen Band The Fourmost gecovert. 1974 war Heeby-Jeebies Bestandteil eines Medleys im Live-Repertoire der Bluesrock-Band Cactus. Ab 1996 nahm sich die Neo-Rockabilly-Szene des Songs an und George Bedard & The Kingpins, die Boogiemen, Nick Curran, The Neatbeats, Hot Chickens und Mike Sanchez legten Aufnahmen vor. Es folgten 2014 Rock-Versionen der amerikanischen Band Isaac Rother & The Phantoms und der schwedischen Band Imperial State Electric. Keine der Coverversionen konnte Little Richards Original in die Charts folgen, wo seine Single im November 1956 den siebten Platz der amerikanischen R&B-Bestenliste des Billboard Magazins belegte.

## Entstehung
Seit Ende 1955 war Little Richard beim kalifornischen Plattenlabel Specialty Records unter Vertrag. Seine in Cosimo Matassas J&M Studio in New Orleans aufgenommene Debütsingle Tutti Frutti war ein Charthit. Für die Aufnahme einer Folgesingle wurde am 9. Februar 1956 erneut das J&M-Studio gebucht und unter anderem eine erste Version des Titels Heeby-Jeebies-Love eingespielt. Den Sänger und Pianisten begleitete die Studio Band in der Besetzung Edgar Blanchard an der Gitarre, Frank Fields am Bass, Lee Allen am Tenorsaxophon, Alvin Tyler am Baritonsaxophon und Earl Palmer am Schlagzeug. Alle drei erhaltenen Takes waren Weiterentwicklungen von Tutti Frutti, dessen Intro- und Refrain-Melodie exakt übernommen wurde. Auch der bekannte Scat-Ruf „A-wop-bom-a-loo-mop-a-lomp-bom-bom!“ fand leicht abgewandelt als „Wop-bop-a-leema-lama-wop-bobba-loo!“ Verwendung. Der Label-Chef Art Rupe wählte aus der Februar-Session aber Long Tall Sally als nächste Single aus und die Aufnahmen von Heeby-Jeebies-Love wurden archiviert.
Der Mississippi-stämmige Songwriter John Marascalco hörte Long Tall Sally im Radio und fuhr im März 1956 nach Los Angeles, um seine beiden Kompositionen Rip It Up und Ready Teddy Little Richards Produzenten Bumps Blackwell anzubieten. Beide Songs wurden am 9. Mai 1956 in New Orleans erstmals aufgenommen und bildeten zusammen als Little Richards dritte Single einen Doppelerfolg in den Charts. Bereits eine Woche später am 15. Mai kam Little Richard erneut ins Studio. Unter der Leitung von Bumps Blackwell und Art Rupe nahm der Sänger mit der Studio-Band eine überarbeitete Version von Heeby-Jeebies auf. Aus dieser Session sind drei vollständige Takes einer langsamen Version des Titels erhalten, dazu zwei kurz nach dem Start abgebrochene Versuche. Die Tutti-Frutti-Scat-Anleihe war dabei durch die neue Hookline „Bad luck baby put a jinx on me“ ersetzt worden. Als Autoren von Heeby-Jeebies werden in allen Veröffentlichungen John Marascalco und Maybelle Jackson genannt. Ab wann die beiden Songwriter in die Entwicklung des Songs mit welchem Anteil involviert waren, ist nicht überliefert.
Art Rupe und Bumps Blackwell waren mit dem Ergebnis der Mai-Aufnahmen immer noch nicht zufrieden und setzten bei einer Aufnahmesession am 30. Juli 1956 Heeby-Jeebies erneut aufs Programm. Wieder war der Song deutlich überarbeitet worden: Der bisherige Refrain, der lediglich den Songtitel „Heeby-Jeebies“ mehrfach wiederholte, erhielt mit der Aufforderung „You gotta jump back, jump back…“ einen neuen Text, außerdem wurde die Geschwindigkeit deutlich erhöht. Außer Roy Montrell, der diesmal die Gitarre übernahm, spielten die gleichen Musiker wie am 15. Mai. Nach einem Test-Take wurde eine Version gefunden, die den Ansprüchen genügte und im Anschluss von Art Rupe für die Veröffentlichung auf Little Richards vierter Specialty-Single gemastert wurde. Little Richard erinnerte sich 1984 in der autorisierten Biografie von Charles White an eine Studiosession in Los Angeles am 6. September, bei der er mit seiner Live-Band The Upsetters unter anderem auch Heeby-Jeebies gespielt habe. Eine entsprechende Evidenz in der beigefügten Sessiongrafie findet sich allerdings nicht.

## Musikalischer Aufbau
Der Grundaufbau der auf Single veröffentlichten Version von Heeby-Jeebies ist ein zwölftaktiger Blues, der in seiner Reinform im Refrain und beim Saxophon-Solo zu hören ist. Die funktionalen Akkorde lassen sich mit der Stufentheorie darstellen, wobei die erste Stufe der Tonika, die vierte Stufe der Subdominante und die fünfte Stufe der Dominante entspricht:
||  I   |  I  |  I  |  I  |  IV  |  IV  |  I  |  I  |  V  |  IV  |  I  |  I  ||
Beim Intro in Form einer ersten Strophe werden die ersten vier Takte Tonika durch die Hookline „Bad luck baby put the jinx on me“ auf zwei Takten Tonika ersetzt, welche den Refrain auch jeweils auf den letzten beiden Takten abschließt.
||  I  |  I  |  IV  |  IV  |  I  |  I  |  V  |  IV  |  I  |  I  ||
Die zweite und dritte Strophe besteht jeweils aus den ersten acht Takten des Bluesschemas, sind also um Dominante, Subdominante und Tonika verkürzt.
||  I   |  I  |  I  |  I  |  IV  |  IV  |  I  |  I  ||
Der Ablauf des Stückes sieht nach dem Intro einen Refrain und die zweite Strophe vor. Nach erneutem Refrain und dritter Strophe folgt ein weiterer Refrain und das Saxophon-Solo. Nun werden die Strophen zwei und drei jeweils mit einem anschließenden Refrain wiederholt.

## Inhalt
Heeby-Jeebies ist einer aus einer langen Reihe von sich reimenden Song-Titel aus Little Richards Repertoire wie Tutti Frutti, Ready Teddy oder Good Golly Miss Molly. Der Song handelt von den Ängsten eines Verliebten um die Beziehung zu einem Mädchen. Die unsichere Situation bereitet ihm Unrast, Gänsehaut oder Unbehagen („Heeby-Jeebies“), die er auf einen Fluch („jinx“) des unglückseligen Mädchens („bad luck baby“) zurückführt. Kritiker verhandeln vor allem diese mit okkulten Bildern spielende Hookline des Songs: „Ein unglückseliges Mädchen hat mich verflucht“ („Bad luck baby put the jinx on me“). Dennis Drabelle findet, der Text wirke wie „Handkantenschläge“, während David Kirby in Anspielung auf den Reiz der unsicheren Beziehung vermutet, der „Fluch“ käme dem Protagonisten gar nicht ungelegen. Little Richards Specialty-Kollege Larry Williams zeigte sich während der Aufnahme seiner Version des Stücks über dessen Text verwundert und urteilte über die Zeile „If I can’t find my baby, then you know darn well, I’m gonna ring your door till I break your bell.“ aus der ersten Strophe: „Die Worte ergeben überhaupt keinen Sinn!“ („Those words don’t make no sense.“)

## Veröffentlichung

Heeby-Jeebies-Love (Remix) auf Specialty 4000

Am 17. September 1956 wurde vom Specialty-Verlag Venice Music das Copyright bei der Library of Congress auf John Marascalco und Maybelle Jackson registriert. Der Song erschien am 1. Oktober 1956 zusammen mit She’s Got It auf der Single Specialty 584 im 7-Zoll- und Schellack-Format. Specialty Records ordnete den Songs einer Single zu dieser Zeit keine zu bevorzugende A- oder B-Seite zu, sondern überließ es dem Markt, welche der beiden Seiten einer Platte nachgefragt wurde. Noch im gleichen Jahr erschien die Single ebenfalls auf Vinyl und Schellack unter der Nummer 1188 bei der belgischen Plattenfirma Ronnex, in Kanada war Regency Records für den Vertrieb der Platte zuständig. Erst drei Jahre später, im November 1959, folgte die niederländische Artone Records mit Artone 24034 und im Folgejahr nochmals mit Artone 24149. Auch Specialty unterhielt eine Niederlassung in den Niederlanden und veröffentlichte Specialty 25.264 im Jahr 1965. Das Ausgabejahr der südafrikanischen Schellackversion bei London Records ist unbekannt. Eine britische Ausgabe des Songs erfolgte erst in den 1970er Jahren auf der britischen Specialty unter der Nummer 5015, auf der Heeby-Jeebies mit Long Tall Sally gekoppelt wurde.
Auf EP erfolgte die Veröffentlichung in den Vereinigten Staaten 1958, als Little Richard Vol. 3 den Titel mit Boo Hoo Hoo Hoo, The Girl Can’t Help It und Send Me Some Lovin’ als Specialty EP-405 kombinierte. Eine in Großbritannien von London Records konzipierte EP mit dem Titel Little Richard and his Band und der Nummer 1071 kam 1957 im Vereinigten Königreich, und ab 1958 in Deutschland, in Frankreich, Italien und Norwegen, in Südafrika und in Schweden auf den Markt. Eine weitere EP-Veröffentlichung in Deutschland und den Niederlanden bei London 3051 war Great Hits with Little Richard. Von einer französischen EP auf London 10012 ist kein eigener Titel bekannt. Eine 1959 in Schweden erschienene London-Ausgabe mit der Nummer 5041 war schlicht Little Richard betitelt, der 1964 auf der schwedischen Sonet 6071 eine EP-Ausgabe auf grünem Vinyl folgte.
Auf LP erschien Heeby-Jeebies regulär erstmals auf Little Richards zweitem Specialty-Album Little Richard im Dezember 1958. Es folgte 1968 die amerikanische Kompilation Little Richard’s Grooviest 17 Original Hits auf Specialty 2113, 1976 die britische Ausgabe Specialty SNTF 5017 unter dem Titel 20 Original Greatest Hits und im Folgejahr 22 Original Hits auf Warwick Records WW 5034. Eine dänische Picture Disc namens Little Richard unter der Nummer AR-30012 enthielt den Song ebenso wie GRT 2103-725 mit dem Titel The Original Little Richard Recordings. 1980 fand Heeby-Jeebies Eingang auf der deutschen Specialty-Ausgabe Star Portrait. Alle erhaltenen Versionen erschienen offiziell erst 1989 auf der 6-CD-Box The Specialty Sessions aus dem Hause Ace Records.
Als die Disco-Musik populär war, ließ Specialty mehrere Songs Little Richards überarbeiten. Lee Silver remixte die frühe Songversion Heeby-Jebbies-Love, die 1981 zusammen mit Lucille (Remix) auf 12-Zoll-Maxi-Single für 33 Umdrehungen pro Minute erschien. Diese Veröffentlichung blieb kommerziell aber erfolglos. Der zugrundeliegende Track Heeby-Jeebies-Love kam 1983 auf Specialty-Single SP-736 zusammen mit All Around the World heraus. Zwei weitere Jahre später wurde die Maxi-Single mit dem Remix als Specialty 741 im 7-Zoll-Format erneut veröffentlicht.

## Coverversionen
Die erste Coverversion von Heeby-Jeebies spielte Little Richards Specialty-Kollege Larry Williams am 19. Februar 1958 ein. Als Band begleitete ihn Gerald Wilson an der Trompete, Plas Johnson am Tenorsaxophon, Alvin Tyler am Baritonsaxophon, Earl Palmer am Schlagzeug, Ernie Freeman am Klavier und Barney Kessel an der Gitarre. Ein von Williams gepfiffenes Solo ersetzte dabei das Saxophon. Die Aufnahme wurde zurückgehalten und erschien erst 1973 auf dem Album The Great Rock Stars des niederländischen Bootleg-Labels Redita unter der Nummer RLP-103. 1987 erschien ein alternatives Take auf dem Album Alakazam! bei Ace Records einschließlich eines verwunderten Kommentars über den obskuren Text an die Studioregie. Das erste veröffentlichte Cover war eine Live-Einspielung der Liverpooler Band Kingsize Taylor & the Dominoes aus dem Hamburger Star-Club im Jahr 1963. Es erschien 1963 auf der LP King Size Taylor and the Dominoes Live im Star-Club Hamburg Volume 2 bei Ariola sowie auf Single unter der Nummer Ariola 18074. Die Firma kombinierte das Rock-’n’-Roll-Konzert außerdem mit einem Auftritt der Bobby Patrick Big Six als Split-Doppel-LP. 1964 folgte der australische Interpret Colin Cook mit seiner Version auf dem Label W&G unter der Nummer WG-S-2324. 1965 spielte die englische Merseybeat-Band The Fourmost unter der Leitung von George Martin das Album First and Fourmost auf Parlophone LP-1259 ein. Brian O’Hara an der Leadgitarre, Mike Millward an der Rhythmusgitarre, Billy Hatton am Bass und Dave Lovelady am Schlagzeug zeigten nach Meinung des Autors der Liner Notes Tony Barrow einen „tosenden Rocker“. Bei der Angabe der Autorencredits kam es aber zu einer Verwechslung mit dem Louis-Armstrong-Klassiker Heebie Jeebies, den Boyd Atkins bereits 1926 geschrieben hatte.
Die amerikanische Bluesrock-Formation Cactus übernahm in den 1970er Jahren Heeby-Jeebies in ihr Live-Repertoire und spielte das Stück als Teil eines Rock-’n’-Roll-Medleys, das bei zwei Konzerten mitgeschnitten wurde und Jahre später bei Rhino Records erschien. Die LP Fully unleashed: The Live Gigs enthielt 2004 das 17-minütige Medley aus Heeby-Jeebies, Money (That’s What I Want), Hound Dog und What’d I Say. 2007 folgte das von Eddie Kramer aufgenommene Cactus-Album Fully unleashed: The Live Gigs Vol. 2 mit einem zweistündigen Konzert vom 26. Juni 1971 in Buffalo, bei dem Heeby-Jeebies lediglich mit What’d I Say in einer 12-minütigen Performance kombiniert wurde. Nachdem der Sänger der Band Rusty Day gefeuert wurde, heuerte er als Ersatz von Mitch Ryder bei dessen Band The Detroit Wheels an, die sich unter dem Namen „Detroit“ neu formierte. 1973 kam es zu einer inoffiziellen Live-Aufnahme, welche aufgrund der Mitwirkung des späteren Lynyrd-Skynyrd-Sängers Steve Gaines seit 1998 lediglich als Lynyrd-Skynyrd-Bootleg kursierte. Auf dieser Platte namens The Driftwood Tapes ist ein Medley aus Long Tall Sally, Heeby-Jeebies und She’s Got It enthalten.

Larry Williams
Kingsize Taylor
Colin Cook
The Fourmost
Cactus

Ab Mitte der 1990er entdeckte die Neo-Rockabilly-Szene den „Klassiker“. George Bedard & The Kingpins nahmen den Titel 1996 für ihr zweites Album Hip Deep auf Schoolkids’ Records auf. Kevin Ransom findet, dass Bedard den aus dem Rockabilly bekannten Schluckauf-Stil des jungen Elvis Presley adaptiere und der Aufnahme die Atmosphäre einer bahnbrechenden Sun-Records-Session verleihe. Ebenfalls 1997 veröffentlichte die Bluesband Boogiemen den Song für das Label Blue Loon auf ihrem Album Boogie Time, das als Blues-Album für den Minnesota Music Award nominiert wurde. 2004 folgten Nick Curran and the Nitelifes mit dem Album Player! auf Blind Pig Records. Die japanische Band The Neatbeats spielten schließlich Heeby-Jeebies im Jahr 2006 für ihre Live-DVD Neatle Mania und 2008 für ihr Album Roll on Good auf BMG Japan ein. Ebenfalls 2006 erschien bei Sfax Records das Album Speed King der französischen Rockabillyband Hot Chickens, bei der Hervé Loison singt und den Bass spielt, Thierry Sellier trommelt und Didier Bourlon an der Gitarre zu hören ist. Der britische Musiker Mike Sanchez veröffentlichte den Song 2008 auf seinem Album You Better Dig It bei Doopin 002. Es musizierten neben Sanchez am Klavier und Mikrophon Mark Morgan am Schlagzeug, Al Gare am Bass, Oliver Darling an der Gitarre sowie Nick Lunt und Paul Corry an den Saxophonen.
Zu Weihnachten 2014 veröffentlichte die schwedische Rockband Imperial State Electric um den Sänger und Gitarristen Nicke Andersson eine auf zweimal 500 Exemplare limitierte Vinylsingle beim japanischen Label AM Records. Hinter der A-Seite mit (Why Don’t You) Leave It Alone  findet sich als B-Seite Heeby Jeebies. Das britische Musikportal Über Röck findet, die Single enthalte „zwei, in geschmackvoller Art und Weise gecoverte Klassiker“. Im September 2014 nahm die Band Isaac Rother & The Phantoms das Stück in El Segundo, Kalifornien auf. Es spielten Issac Rother und Matthew Zuk an den Gitarren, Mikki Itzigsohn am Bass, Alberto Mendoza am Schlagzeug und Steven Moos an den Keyboards. Michelle Rose und Veronica Bianqui unterstützen den Sänger Rother im Background. Eine Single erschien Anfang 2015 beim Los Angeleser Label Mock Records zusammen mit dem Titel One Ain’t Enough.

George Bedard
Boogiemen
Nick Curran
Hot Chickens
Mike Sanchez
Imperial State Electric
Isaac Rother

## Bedeutung, Kritik und Erfolg
Specialty 584 mit Heeby-Jeebies und She’s Got It war Little Richards vierte Hit-Single in Folge, seit er im November des Vorjahres mit Tutti Frutti bei Specialty Records debütiert hatte. Es war allerdings seine erste Specialty-Platte, welche sich nur in den schwarzen Rhythm-and-Blues-Charts platzierte und welcher der Crossover in den allgemeinen Popmarkt misslang. Von den 20 Songs, die Little Richard bis zu seinem vorübergehenden Rückzug 1957 für das Label aufgenommen hatte und die in den amerikanischen oder britischen Charts punkteten, war Heeby-Jeebies der einzige, den er im Laufe seiner Karriere bei verschiedenen Comebacks nicht noch einmal einspielte. Auch die Anzahl der Coverversionen von Heeby-Jeebies blieb hinter jener seiner größten Hits deutlich zurück.
Bereits am 8. Oktober 1956 hatte das Billboard Magazin die Single rezensiert und festgestellt: „Richard schmettert in seinem Shouting-Stil zwei starke Nummern mit fettem Beat und aufregender Begleitung und nutzt somit die gleiche Formel, die ihn mit früheren Veröffentlichungen an die Spitze der Charts katapultierte. Heeby-Jeebies ist eine treibende Nummer mit rasant-feurigem Text, der sich bis zur Ekstase steigert. Die Rückseite mit pfiffigen Lyrics hat einen ähnlich kraftvollen Effekt.“
Die R&B-Charts des Billboards bestanden 1956 mit den Verkaufscharts („R&B Best Sellers in Store“), den Jukebox-Charts („Most Played R&B in Juke Boxes“) und den Radio-Charts („Most Played R&B by Jockeys“) aus drei separaten Bestenlisten. Bei den ersten beiden wurde die Single vor allem mit deren Haupttitel bewertet, nur die Radio-Charts führten beide Seiten der Platte getrennt. Specialty Records verzichtete bewusst auf eine Zuordnung zu A- und B-Seite und überließ es dem Markt, welcher Titel bevorzugt nachgefragt wurde. Bei Specialty 584 zeigt sich der ungewöhnliche Effekt, dass sich mit She’s Got It in den Verkaufscharts die eine Seite der Platte, mit Heeby-Jeebies in den Juke-Box-Charts die andere Seite platzieren konnte. Letzteres debütierte am 3. November 1956 auf Platz neun, war in den drei Folgewochen aus der seinerzeit zehnstelligen Liste verschwunden und konnte am 1. Dezember Re-Entry auf Platz zehn feiern. Mit Platz sieben war Heeby-Jeebies am 8. Dezember am höchsten und gleichzeitig zum letzten Mal platziert. In den Verkaufscharts war der Titel am 10. November 1956 lediglich im Sinne einer am Erfolg der Platte beteiligten B-Seite zu She’s Got It mitgenannt. In den Radiocharts fehlte Heeby-Jeebies im Gegensatz zur anderen Seite der Single komplett. Nach der bei Joel Whitburn gängigen Methodik der Chartstatistik verbrachte Heeby-Jeebies demnach drei Wochen in den R&B-Charts und besetzte als Höchstposition Platz sieben. In den mit dem Billboard konkurrierenden Pop-Charts des Cashbox-Magazins erreichte Heeby-Jeebies einen 50. Platz und stach damit die unplatzierte Rückseite She’s Got It deutlich aus. Von den Coverversionen konnte sich keine in den Charts platzieren.
Nur wenige Kritiker äußerten sich explizit über Heeby-Jeebies und lobten die energiereiche Performance. Der Little-Richard-Biograf Paul MacPhail bezeichnete beide Seiten der Platte als „wild hämmernde Rock ’n’ Roller“. Larry Birnbaums Analyse hört eine „rasende“ Aufnahme und hebt Lee Allens Saxophon-Solo über Little Richards perkussivem Pianospiel der Achtelnoten hervor. Otis Redding, der wie Little Richard aus Macon, Georgia stammte und sich als Teenager am Rock-’n’-Roll-Star orientierte, berichtet vom erfolgreichen Einsatz des Titels bei lokalen Talentwettbewerben: „Dieser Song hat mich dazu inspiriert mit dem Singen anzufangen. An 15 aufeinanderfolgenden Abenden gewann ich mit diesem Song den Talentwettbewerb, und dann ließen sie mich nicht mehr singen, ließen mich nicht mehr die fünf Dollar gewinnen.“